# Артист (фільм)
«Артист» (англ. «The Artist») — чорно-білий німий художній фільм, романтична комедія французького режисера Мішеля Хазанавічуса, що вийшла 2011 року. У головних ролях зіграли Жан Дюжарден і Береніс Бежо.

## Сюжет
Голлівуд, 1927 рік. Зірка німого кіно Джордж Валентайн (Жан Дюжарден) присутній на прем'єрі свого нового фільму «Російська справа». Біля кінотеатру Валентайн роздає автографи та позує для фотографів, коли молода дівчина Пеппі Міллер (Береніс Бежо) кидає гаманець. Вона нагинається, щоб підняти його, і ненароком штовхає Валентайна. Дівчина просить вибачення та фотографується з ним, а наступного дня ця фотографія публікується на першій сторінці газети Variety із заголовком «Хто ця дівчина?».
Незабаром після цієї події Міллер приходить на кастинг нового фільму в кіностудію Kinograph Studios, де вже багато років знімається Валентайн. Впізнавши дівчину, директор студії Ел Зіммер (Джон Гудмен), розлючений тим, що фотографія кінозірки з дівчиною витіснила з перших шпальт газет публікації про прем'єру фільму, — виганяє її геть. Але за Пеппі несподівано заступається Валентайн, якому сподобалася і сама дівчина, і те, як вона танцює степ. Зіммер не може заперечувати своєму зоряному акторові, і Пеппі Міллер стверджують на епізодичну роль. Після першого успіху студія пропонує дівчині все більш серйозні ролі.
Через два роки Зіммер повідомляє про закінчення виробництва німих фільмів, заявляючи про те, що майбутнє за звуковими картинами. Консервативний Джордж Валентайн, якого саме німе кіно зробило зіркою, не падає духом і вирішує зрежисувати власний німий фільм під назвою «Сльози кохання».
Фільм одностайно визнається шедевром. Прем'єра запланована на 25 жовтня, але режисерський дебют Валентайна збігається з прем'єрою нової звукової комедії «Мушка» з Пеппі Міллер у великій ролі, яка, можливо, і поступається витвору Валентайна в очах професійних кінокритиків, зате має величезний успіх у публіки. Актор пригнічений і зруйнований, на додачу до інших неприємностей його дружина Доріс (Пенелопа Енн Міллер) розлучається з ним і виганяє його з дому. Валентайн переїжджає до більш скромного житла; за ним слідує лише Кліфтон (Джеймс Кромвелл), його колишній камердинер і водій.
Німе кіно пішло в минуле, разом із ним канула в лету і колишня слава його головної зірки. Зрештою, через фінансові проблеми Джорджу навіть доводиться розпродати всі свої особисті речі й зі сльозами звільнити старого друга Кліфтона. Зневірившись, нетверезий Валентайн намагається знищити копії всіх фільмів зі своєю участю та підпалює плівки. Починається пожежа, але собака актора Джек (джек-рассел-тер'єр Уггі) рятує господаря, з гавкотом вибігши на вулицю і зумівши привести допомогу. Валентайна госпіталізують із легкими опіками.
Дізнавшись про трагедію, Пеппі відвідує колегу в лікарні й добивається того, щоб він відновлювався біля неї в розкішному особняку зірки звукового кінематографа. Валентайн приходить до тями через кілька днів. Кліфтон тепер працює у Пеппі, яка приносить Джорджу сценарій нового фільму. На студії дівчина наполягає, щоб Валентайн повернувся у велике кіно і разом з нею виконав головну роль у майбутній картині. Зіммер категорично проти, говорячи про те, що "Валентайн — ніхто". Пеппі загрожує у разі відмови покинути студію, і Зіммер змушений дати згоду. У квартирі Пеппі Джордж знаходить свої розпродані речі, які, як виявилося, дівчина скупила на аукціоні й дбайливо зберегла.
Валентайн вирішує, що жити йому більше нема чого. Він бере в руки револьвер і збирається накласти на себе руки, але його зупиняє Пеппі, що примчала. Пам'ятаючи, що Джордж — чудовий танцюрист, дівчина вмовляє актора знятися разом із нею у новому мюзиклі, для якого можна зняти безліч ефектних танцювальних номерів. Зіммеру, якому ще просто не спадало на думку, що звук у кіно — це не тільки мова і пісні, але ще й танці, її новаторська ідея здається чудовою і дуже багатообіцяючою.
В останній сцені фільму Пеппі та Джордж танцюють на знімальному майданчику. Саме тут у процесі дії у фільмі непомітно з'являється звук. Неймовірно задоволений Зіммер просить акторів зняти ще один дубль, на що Джордж із сильним французьким акцентом відповідає: «Із задоволенням!».

## У ролях
- Жан Дюжарден[3] — Джордж Валентайн
- Береніс Бежо[3] — Пеппі Міллер
- Джон Гудмен — Ел Зіммер
- Джеймс Кромвелл — Кліфтон
- Міссі Пайл — Констанс
- Пенелопа Енн Міллер — Доріс
- Елізабет Таллок — Норма
- Малкольм Макдауелл — дворецький
- Бет Ґрант — покоївка
- Ед Лотер — водій
- Ніна Семашко — мила жінка
- Джоел Мюррей — поліціянт

## Відзнаки та нагороди
«Артист» був названий найкращим фільмом 2011 року за версією кількох спільнот кінокритиків з різних міст США, отримав премію «Оскар» за найкращий фільм і заслужив безліч похвальних відгуків від світових кінокритиків. Крім цього, Жан Дюжарден отримав приз за найкращу чоловічу роль на 64-му Каннському кінофестивалі і премію «Золотий глобус» у категорії «Найкраща чоловіча роль — комедія або мюзикл». Крім цього, на тій же церемонії вручення фільм став володарем ще двох статуеток: за найкращий фільм (комедія або мюзикл) і найкращу музику.
Фільм також отримав 10 номінацій на премії «Оскар»: за найкращий фільм, найкращу режисерську роботу (Мішель Хазанавічус), найкращу чоловічу роль (Жан Дюжарден), найкращу жіночу роль другого плану (Береніс Бежо), найкращий оригінальний сценарій (Мішель Хазанавічус), найкращу музику (Людовик Бурсі), найкращу операторську роботу (Гійом Шифман), найкращу роботу художника-постановника, найкращий дизайн костюмів і найкращий монтаж. Переміг у п'яти номінаціях, включаючи найкращий фільм, найкраща режисура і найкраща чоловіча роль.

## Цікаві факти
- На Каннському кінофестивалі призу був удостоєний не тільки Жан Дюжарден, але і пес мисливської породи — джек-рассел-тер'єр, з кличкою Уґі. Він отримав спеціальний приз Palm Dog, який на фестивалі щорічно вручають за найкращу роль у виконанні собаки.
- На Каннському кінофестивалі після показу фільму зал 10 хвилин аплодував стоячи.
- Джону Гудмену знадобилося всього чотири хвилини, щоб погодитися на роль у картині, настільки йому сподобався задум режисера.